# Nieuwste RS6
Nieuwste RS6 is een lied van de Marokkaans-Nederlandse rapper Lijpe. Het werd in 2021 als single uitgebracht en stond in hetzelfde jaar als eerste track op het album Selfmade.

## Achtergrond
Nieuwste RS6 is geschreven door Abdel Achahbar, Bryan du Chatenier en Rangel Silaev en geproduceerd door Trobi. Het is een nummer dat past in de genres nederhop en trap. In het lied rapt Lijpe over zijn route naar succes en zijn huidige levensstijl. De titel is een verwijzing naar de auto Audi RS6. De single heeft in Nederland de gouden status.

## Hitnoteringen
Lijpe had bescheiden succes met het lied in Nederland. Het piekte op de dertiende plaats van de Single Top 100 in de zes weken dat het in deze hitlijst te vinden was. De Top 40 en haar Tipparade werden niet bereikt.